# Хатамото

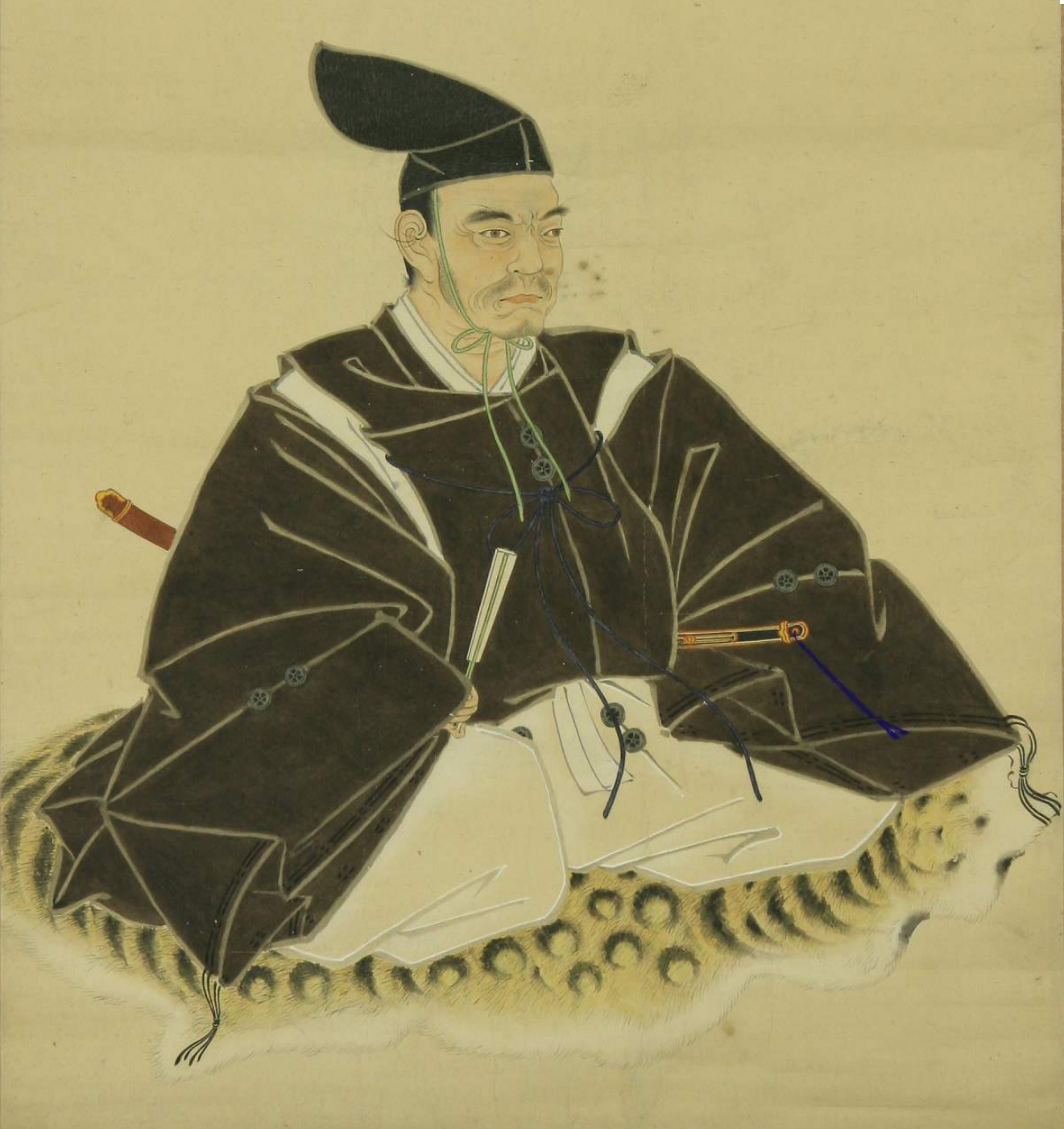
Арай Хакусекі, видатний японський науковець, представник верстви хатамото.

Хатамо́то (яп. 旗本, はたもと, «ті, хто під прапором») — у Японії XV—XIX століття група привілейованих вояків, штабні старшини.
1. У період Сенґоку (1467—1603) — прямі васали володаря, магната або шьоґуна. Його особисті охоронці та охоронці його штабу на війні[2]. Мали право на особисту аудієнцію володаря й носіння зброї в присутності пана. Набиралися з числа старшин, їхніх синів, гвардійців, пажів тощо[2].
2. У добу шьоґунату Токуґава (1603—1867) — верства військового стану. Група прямих слуг шьоґуна, дохід яких не перевищував 10 тисяч коку. В ієрархічній драбині займали наступну сходинку після магнатів. Мали право на шьоґунську аудієнцію і носіння зброї в присутності шьоґуна. На відміну від васалів японських автономних уділів, отримували від шьоґуна земельний наділ із земельного фонду шьоґунату. Хатамото, дохід наділу якого перевищував 3 тисячі коку, мав право на спорудження форту-резиденції.